# Центральноамериканський парламент
Центральноамериканський парламент (ісп. Parlamento Centroamericano, скор. ісп. PARLACEN) було створено в жовтні 1991 року для посилення інтеграції, організації діалогу та примирення в Центральній Америці, а також задля розвитку країн регіону.
Держави-учасниці:
- Домініканська Республіка
- Гватемала
- Гондурас
- Нікарагуа
- Сальвадор.

Штаб-квартира розташована в Гватемалі. Рішення парламенту мають рекомендаційний характер.